# Aker-Stadion
Das Aker-Stadion ist das vereinseigene Fußballstadion des norwegischen Fußballvereins Molde FK. Die Stadt Molde liegt in der Provinz Møre og Romsdal. Die Spielstätte bietet den Fans heute 11.800 überdachte Plätze, davon 10.100 Sitzplätze, und liegt zu Fuß nur einige Minuten vom Stadtzentrum entfernt. Die Gesamtkosten des Baus betrugen 212 Mio. NOK (ca. 26 Mio. €). Finanziert wurde die Arena, als Geschenk für die Stadt, zu einem großen Teil von den Geschäftsmännern und Unternehmern Kjell Inge Røkke und Bjørn Rune Gjelsten; zwei der reichsten Männer Norwegens.

## Geschichte
Die am 18. April 1998 mit dem Ligaspiel Molde FK gegen den Lillestrøm SK (4:0) eingeweihte Arena ersetzte den alten Molde Idrettspark. Damals trug es noch den Namen Nye Molde Stadion (deutsch Neues Molde Stadion). Am 3. Mai 2006 kaufte der norwegische Konzern Aker Solutions, dessen Chef Kjell Inge Røkke ist, die Namensrechte. Die Sportstätte trägt auch den Spitznamen Røkke Lokka. Im Jahr 1999 wurde die von dem Architekten Kjell Kosberg entworfene Sportanlage für den Architekturpreis FIABCI Prix d'Excellence nominiert und gewann im gleichen Jahr den norwegischen City Award.

## Ausstattung
Zur Ausstattung des Stadions gehören u. a.:
- 13 Eingänge
- 2.800 m² Gewerbeflächen
- 13 V.I.P.-Logen
- ein Restaurant mit 200 Plätzen; das auch für Veranstaltungen wie Konferenzen oder Hochzeiten geeignet ist
- eine Cafeteria
- 9 Kioske
- 52 Toiletten (sechs davon behindertengerecht)
- moderne Einrichtungen für die Journalisten

Seit Oktober 1997 besteht die Spielfläche mit Rasenheizung aus einem Hybridrasen. Er besteht aus einem Naturrasen, der mit etwa 20 Millionen Kunstrasenfasern verstärkt ist. Dabei werden die künstlichen Fasern 20 Zentimeter in den Boden eingesetzt. Der Rasen verwurzelt sich mit den Kunstfasern und macht die Rasenoberfläche widerstandsfähiger. In direkter Nachbarschaft zum Stadion liegt das Scandic Seilet Hotel, das höchste Gebäude von Molde und ebenfalls von Kjell Kosberg entworfen.

## Länderspiele
Zwei Mal wurde das Aker-Stadion Schauplatz eines Spiels der norwegischen Männer-Fußballnationalmannschaft. Die Frauen bestritten ein Länderspiel in Molde.
Männer
- 27. Mai 1998:  Norwegen –  Saudi-Arabien 6:0 (Freundschaftsspiel)
- 19. November 2013:  Norwegen –  Schottland 0:1 (Freundschaftsspiel)

Frauen
- 15. September 2016:  Norwegen –  Kasachstan 10:0 (Qualifikation zur EM 2017)